# Christian Tommasini
Christian Tommasini (* 25. März 1975 in Bozen) ist ein italienischer Regionalpolitiker aus Südtirol.

## Biographie
Tommasini schloss im Jahr 2000 das Studium der Politikwissenschaften (laurea in scienze politiche) an der Universität Bologna ab. Im selben Jahr wurde er in den Gemeinderat der Stadt Leifers gewählt und bekleidete nach dem Rücktritt von Maria Laura Sandrini das Amt des Referenten für Sozialpolitik. Im Jahr 2001 wurde er Parteisekretär der Regionalunion der Südtiroler Linksdemokraten. 
Im Jahr 2006 wurde Tommasini in die Kandidatenliste des von Romano Prodi angeführten Bündnisses Ulivo aufgenommen, verpasste den Einzug in die italienische Abgeordnetenkammer jedoch knapp. Im August 2006 wurde er von der italienischen Regierung in die Sechser-Kommission berufen, welche sich mit der Weiterentwicklung der Autonomie Südtirols befasst.
Am 14. Oktober 2007 wurde Tommasini durch offene Vorwahlen zum ersten Vorsitzenden des Südtiroler Partito Democratico (Demokratische Partei) gewählt. Auf ihn entfielen 53 % der 7.418 Stimmen.
Am 26. Oktober 2008 wurde Tommasini mit 6.928 Vorzugsstimmen für den PD in den Südtiroler Landtag und damit gleichzeitig den Regionalrat Trentino-Südtirol gewählt. Tommasini wurde als Landesrat für italienische Schule und Kultur sowie Wohnbau im Kabinett Durnwalder V sofort Mitglied der Landesregierung und zweiter Landeshauptmannstellvertreter.
Bei den Landtagswahlen 2013 gelang ihm mit 6.829 Vorzugsstimmen die Wiederwahl. Er wurde als Landeshauptmannstellvertreter bestätigt und übernahm im Kabinett Kompatscher I die Ressorts italienische Schule und Kultur, Wohnbau, Öffentliche Bauten sowie Grundbuch und Kataster.
Im Rahmen der Landtagswahlen 2018 erlitt der PD starke Stimmenverluste und Tommasini konnte mit 2.074 Vorzugsstimmen kein weiteres Mandat erringen.